# Анумбі чубатий

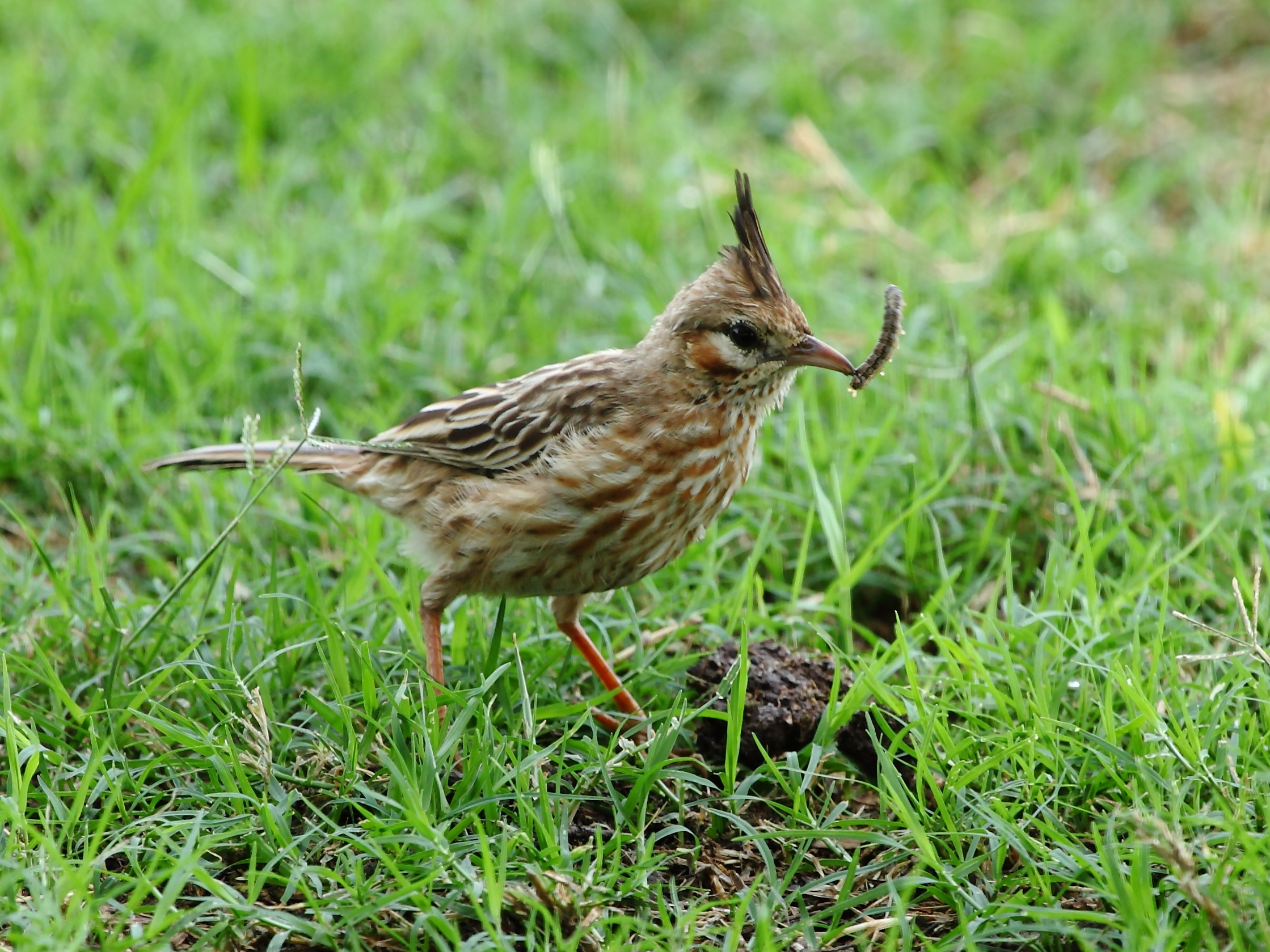
Чубатий анумбі

Ану́мбі чубатий (Coryphistera alaudina) — вид горобцеподібних птахів родини горнерових (Furnariidae). Мешкає в Південній Америці. Це єдиний представник монотипового роду Чубатий анумбі (Coryphistera).

## Підвиди
Виділяють два підвиди:
- C. a. campicola Todd, 1915 — південно-східна Болівія (від Чукісаки до південного Санта-Крусу) і західний Парагвай;
- C. a. alaudina Burmeister, 1860 — південна Болівія (Тариха), північна і східна Аргентина (від Жужуя до північного сходу Ріу-Негру), північно-західний Уругвай і крайній південь Бразилії (захід Ріу-Гранді-ду-Сул).

## Поширення і екологія
Чубаті анумбі мешкають в Болівії, Бразилії, Аргентині, Парагваї і Уругваї. Вони живуть в саванах і сухих чагарникових заростях Гран-Чако, в пампі, на полях і пасовищах. Зустрічаються на висоті до 700 м над рівнем моря, переважно на висоті до 500 м над рівнем моря.